# تم (فیلم)
«تم» (روسی: Тема) فیلمی در ژانر درام به کارگردانی گلب پانفیلوف است که در سال ۱۹۷۹ منتشر شد. از بازیگران آن می‌توان به اینا چوریکوفا و استانیسلاو لیوبشین اشاره کرد. این فیلم برنده خرس طلایی از جشنواره فیلم برلین شده است.